# Burmistrz Brczka

## Chronologiczna lista Burmistrzów Brczka
- tymczasowo

| #  | Imię i Nazwisko            | Portret | Kadencja          | Kadencja          | Partia polityczna | Partia polityczna |
| #  | Imię i Nazwisko            | Portret | Od                | Do                | Partia polityczna | Partia polityczna |
| -- | -------------------------- | ------- | ----------------- | ----------------- | ----------------- | ----------------- |
| 1  | Miodrag Pajić (ur. 1950)   |         | marzec 1994       | 13 listopada 1997 |                   | SDS               |
| 2  | Borko Reljić (ur. 1952)    |         | 13 listopada 1997 | 15 kwietnia 1999  |                   | SDS               |
| 3  | Siniša Kisić (ur. 1954)    |         | 15 kwietnia 1999  | 12 listopada 2003 |                   | SP                |
| –  | Ivan Krndelj (ur. 1959)    |         | 12 listopada 2003 | 3 grudnia 2003    |                   | NHI               |
| 4  | Branko Damjanac (ur. 1947) |         | 3 grudnia 2003    | 8 grudnia 2004    |                   | SP                |
| 5  | Mirsad Đapo (ur. 1953)     |         | 8 grudnia 2004    | 12 lutego 2009    |                   | SDP BiH           |
| 6  | Dragan Pajić (ur. 1956)    |         | 12 lutego 2009    | 14 września 2011  |                   | SNSD              |
| 7  | Miroslav Gavrić (ur. 1971) |         | 14 września 2011  | 23 listopada 2012 |                   | SNSD              |
| 8  | Anto Domić (ur. 1967)      |         | 23 listopada 2012 | 15 listopada 2016 |                   | HDZ BiH           |
| 9  | Siniša Milić (ur. 1973)    |         | 15 listopada 2016 | 10 grudnia 2020   |                   | SNSD              |
| –  | Anto Domić (ur. 1967)      |         | 10 grudnia 2020   | 23 grudnia 2020   |                   | HDZ BiH           |
| 10 | Esed Kadrić (ur. 1979)     |         | 23 grudnia 2020   | nadal             |                   | SDA               |